# Willemstad
Willemstad (en neerlandés, /ˈʋɪləmstɑt/ y en papiamento, /wiləmˈstad/) es una ciudad de Curazao, territorio autónomo del Reino de los Países Bajos, y su capital política, legislativa y administrativa, además de ser su ciudad más grande y poblada, y su puerto principal. Era la capital de las Antillas Neerlandesas hasta la escisión de Curazao de la misma en 2010. La ciudad es famosa por ser un ejemplo único de la arquitectura colonial neerlandesa en el mar Caribe, y su área histórica, centro de la ciudad y puerto fueron declarados Patrimonio Mundial de la Humanidad por la Unesco en el año 1997. En esta se encuentra, entre otros, la sinagoga Mikvé Israel-Emanuel que es la más antigua del continente americano en continuo funcionamiento (1651).
Posee museos de diversa índole, como el museo antropológico Kurá Hulanda, con una exposición enfocada en el análisis del tráfico de esclavos africanos hacia el continente americano, y poseedor de una importante colección de arte antillano, orfebrería precolombina y reliquias principalmente de las culturas mesopotámicas y del África occidental y meridional.
El centro histórico de la ciudad se compone de dos barrios o distritos: Punda y Otrobanda. Están separados por la bahía de Santa Ana, una entrada que conduce al gran puerto natural llamado Schottegat.
Punda fue establecido en 1634, cuando los neerlandeses capturaron la isla arrebatándosela a España. El nombre original de Punda fue "de punt" en neerlandés. Otrobanda, que fue fundado en 1707, es la sección más nueva de la ciudad y es considerada como el centro cultural de Willemstad. Su nombre proviene del papiamento, y significa "el otro lado." Punda y Otrabanda están conectadas por Puente de la reina Emma, un largo puente de barcas. El centro de la ciudad de Willemstad ofrece una amplia variedad de la arquitectura colonial que se ve influenciada por los estilos neerlandeses. El centro de la ciudad, con su arquitectura peculiar y hermoso puerto de entrada, se ha hecho mundialmente reconocido al ser declarado Patrimonio de la Humanidad por la Unesco en 1997.
Willemstad es servida por el Aeropuerto Internacional Hato, que es la base de operación de la compañía Insel Air, aerolínea de Curazao.

## Demografía
Según los datos de la Oficina Central de Estadísticas local los datos de población son los siguientes:
| Año  | Población de la Isla | Población de Willemstad | hab/km² |
| ---- | -------------------- | ----------------------- | ------- |
| 2005 | 132 847              | --                      | 299,20  |
| 2006 | 136 100              | --                      | 306,53  |
| 2007 | 138 894              | --                      | 312,82  |
| 2008 | 140 794              | --                      | 317,10  |
| 2009 | 141 765              | --                      | 319,29  |
| 2010 | 142 180              | 97.590                  | 320,22  |

## Geografía

### Climatología
Willemstad posee un clima semiárido.
| Parámetros climáticos promedio de Willemstad (Aeropuerto de Hato) | Parámetros climáticos promedio de Willemstad (Aeropuerto de Hato) | Parámetros climáticos promedio de Willemstad (Aeropuerto de Hato) | Parámetros climáticos promedio de Willemstad (Aeropuerto de Hato) | Parámetros climáticos promedio de Willemstad (Aeropuerto de Hato) | Parámetros climáticos promedio de Willemstad (Aeropuerto de Hato) | Parámetros climáticos promedio de Willemstad (Aeropuerto de Hato) | Parámetros climáticos promedio de Willemstad (Aeropuerto de Hato) | Parámetros climáticos promedio de Willemstad (Aeropuerto de Hato) | Parámetros climáticos promedio de Willemstad (Aeropuerto de Hato) | Parámetros climáticos promedio de Willemstad (Aeropuerto de Hato) | Parámetros climáticos promedio de Willemstad (Aeropuerto de Hato) | Parámetros climáticos promedio de Willemstad (Aeropuerto de Hato) | Parámetros climáticos promedio de Willemstad (Aeropuerto de Hato) |
| Mes                                                               | Ene.                                                              | Feb.                                                              | Mar.                                                              | Abr.                                                              | May.                                                              | Jun.                                                              | Jul.                                                              | Ago.                                                              | Sep.                                                              | Oct.                                                              | Nov.                                                              | Dic.                                                              | Anual                                                             |
| ----------------------------------------------------------------- | ----------------------------------------------------------------- | ----------------------------------------------------------------- | ----------------------------------------------------------------- | ----------------------------------------------------------------- | ----------------------------------------------------------------- | ----------------------------------------------------------------- | ----------------------------------------------------------------- | ----------------------------------------------------------------- | ----------------------------------------------------------------- | ----------------------------------------------------------------- | ----------------------------------------------------------------- | ----------------------------------------------------------------- | ----------------------------------------------------------------- |
| Temp. máx. abs. (°C)                                              | 32.8                                                              | 33.2                                                              | 33.0                                                              | 34.7                                                              | 35.8                                                              | 37.5                                                              | 35.0                                                              | 37.7                                                              | 38.3                                                              | 36.0                                                              | 35.6                                                              | 33.3                                                              | 38.3                                                              |
| Temp. máx. media (°C)                                             | 29.7                                                              | 30.0                                                              | 30.5                                                              | 31.1                                                              | 31.6                                                              | 32.0                                                              | 31.9                                                              | 32.4                                                              | 32.6                                                              | 31.9                                                              | 31.1                                                              | 30.1                                                              | 31.2                                                              |
| Temp. media (°C)                                                  | 26.5                                                              | 26.6                                                              | 27.1                                                              | 27.6                                                              | 28.2                                                              | 28.5                                                              | 28.4                                                              | 28.7                                                              | 28.9                                                              | 28.5                                                              | 28.0                                                              | 27.1                                                              | 27.8                                                              |
| Temp. mín. media (°C)                                             | 24.3                                                              | 24.4                                                              | 24.8                                                              | 25.5                                                              | 26.3                                                              | 26.4                                                              | 26.1                                                              | 26.3                                                              | 26.5                                                              | 26.2                                                              | 25.6                                                              | 24.8                                                              | 25.6                                                              |
| Temp. mín. abs. (°C)                                              | 20.3                                                              | 20.6                                                              | 21.0                                                              | 22.0                                                              | 21.6                                                              | 22.6                                                              | 22.4                                                              | 21.3                                                              | 21.7                                                              | 21.9                                                              | 22.2                                                              | 21.1                                                              | 20.3                                                              |
| Lluvias (mm)                                                      | 44.7                                                              | 25.5                                                              | 14.2                                                              | 19.6                                                              | 19.6                                                              | 19.3                                                              | 40.2                                                              | 41.5                                                              | 48.6                                                              | 83.7                                                              | 96.7                                                              | 99.8                                                              | 553.4                                                             |
| Días de lluvias (≥ 1.0 mm)                                        | 8.6                                                               | 5.3                                                               | 2.8                                                               | 2.8                                                               | 2.0                                                               | 3.0                                                               | 6.4                                                               | 5.1                                                               | 4.6                                                               | 7.4                                                               | 9.9                                                               | 11.5                                                              | 70.4                                                              |
| Horas de sol                                                      | 261.4                                                             | 247.7                                                             | 270.8                                                             | 246.3                                                             | 258.4                                                             | 267.0                                                             | 287.5                                                             | 295.7                                                             | 257.9                                                             | 245.5                                                             | 236.3                                                             | 240.8                                                             | 3114.9                                                            |
| Humedad relativa (%)                                              | 77.4                                                              | 76.7                                                              | 76.1                                                              | 77.2                                                              | 77.2                                                              | 77.1                                                              | 77.8                                                              | 77.3                                                              | 77.5                                                              | 79.0                                                              | 79.6                                                              | 78.9                                                              | 77.7                                                              |
| Fuente: Meteorological Department Curaçao                         |                                                                   |                                                                   |                                                                   |                                                                   |                                                                   |                                                                   |                                                                   |                                                                   |                                                                   |                                                                   |                                                                   |                                                                   |                                                                   |

### Lenguas
Los idiomas oficiales son el neerlandés, lengua materna de alrededor del 10 % de la población, y el papiamento lengua materna de alrededor del 75 % de la población (mezcla de español y afroportugués). El papiamento pertenece a la familia de lenguas creoles (criollas) del mar Caribe y se caracteriza por ser una mezcla de lenguas europeas y africanas. Otros idiomas de uso general son el español y el inglés.

### Etnias
La población de la isla de Curaçao tiene orígenes muy diversos. La mayor parte es descendiente de pueblos originarios principalmente del Occidente de África y de pueblos afrocaribeños, provenientes de islas vecinas del mar Caribe. Le siguen en importancia descendientes o ciudadanos originarios de los Países Bajos. Después están las principales colonias extranjeras establecidas en la isla provenientes de Venezuela, República Dominicana, Colombia, Haití, Surinam, Jamaica, Portugal, India, China y Guyana, entre otras.

## Economía
Turismo, refino de petróleo y el sistema bancario internacional son las principales actividades de la pequeña economía de Curazao, la cual es muy dependiente del exterior. A pesar de un pequeño crecimiento del PIB durante la última década, la isla disfruta de un elevado PIB per cápita y una infraestructura bien desarrollada en comparación con otros países de la región.

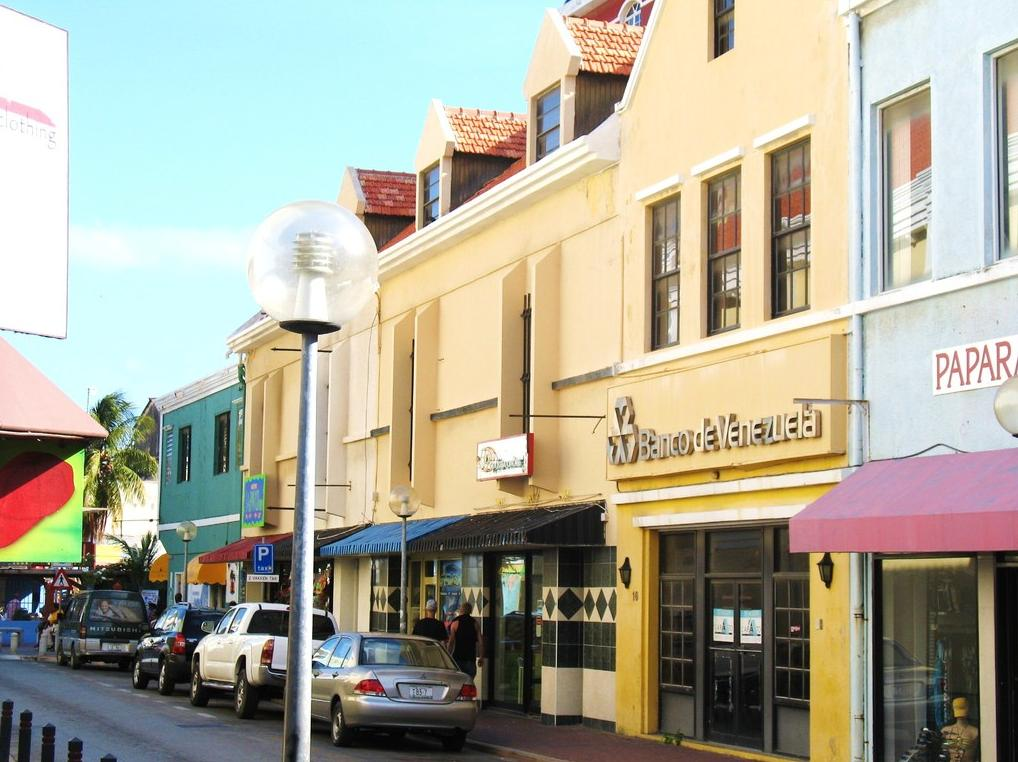
Sede del Banco de Venezuela en Curazao.

Casi todos los bienes de capital y de consumo son importados, siendo los Estados Unidos, Brasil, Italia y México los principales fornecedores. El gobierno busca diversificar la industria y el comercio, y firmó un acuerdo con la Unión Europea con miras a expandir los negocios con ella. El suelo pobre y la escasez de agua impiden el desarrollo de la agricultura. Problemas presupuestarios complican la reforma del sistema de salud, jubilación y pensiones, para una población cada vez más vieja.
Debido a su ubicación cerca de los yacimientos petrolíferos de Venezuela, su estabilidad política y su puerto natural de aguas profundas, Willemstad se convirtió en el sitio ideal de un importante puerto y una refinería.
El puerto de Willemstad es uno de los más grandes que maneja petróleo en el Caribe. La refinería, construida y propiedad de la multinacional Royal Dutch Shell en 1915, fue vendida al gobierno de Curazao, por la suma simbólica de un florín en 1985 y arrendada a PDVSA, la empresa estatal petrolera venezolana.
Curazao tiene un excelente puerto que puede recibir grandes barcos petroleros. PDVSA-Isla, filial de PDVSA, opera la única refinería de petróleo de la isla del gobierno. La mayor parte del petróleo es importado de Venezuela, y los derivados del refino son exportados a los Estados Unidos.
La ciudad también es un importante destino turístico con varios sitios históricos como el Fuerte Ámsterdam y varios casinos.
La Maduro Plaza en Willemstad tiene la sede de Insel Air.

## Educación
La educación se basa en el sistema educativo neerlandés, hasta hace poco, toda la instrucción se brindó solo en el idioma neerlandés, sin embargo ahora, la educación primaria bilingüe en papiamento (lengua local y principal) y en neerlandés también está disponible.
Las escuelas privadas y parroquiales también están presentes en la isla, además la Escuela Internacional de Curazao y la Escuela preparatoria estadounidense de Curazao o «CAPS» (Curazao American Preparatory School) ofrece educación para los inmigrantes de habla inglesa.
La educación superior en Curazao está a cargo de:
- La Universidad de Curazao, antigua Universidad de las Antillas Neerlandesas hasta 2010.

- La Caribbean International University (CIU).

## Cultura
La cultura de Curazao es producto de la combinación de los distintos grupos étnicos que habitan la isla y que conformaron un patrimonio único. Los arahuacos, neerlandeses, españoles, antillanos, latinos y africanos dejaron su huella en el arte, la gastronomía, las fiestas, las costumbres y tradiciones de los curazeños modernos.

### Gastronomía
Dado que gran parte de los productos alimenticios son importados, la cocina curazeña contiene una gran variedad de ingredientes europeos y americanos. Algunos de los platillos más conocidos de la gastronomía de Curazao incluyen: Erwtensoep, una sopa de guisantes, carne de cerdo, jamón y salchichas; Nasigoreng, frijoles cocinados con trozos de carne y pollo; Bami, tallarines largos acompañados de vegetales y carne; Satay, brochetas de carne con salsa de maní; y el Rijsttafel, arroz para acompañar diversos platillos. La bebida más popular es el licor de Curaçao.

## Deportes

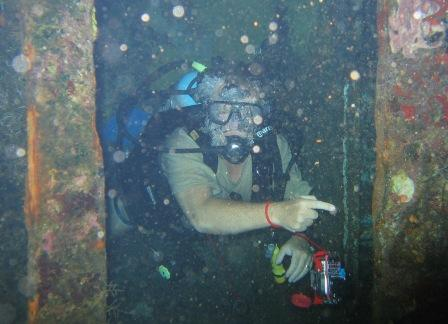
El buceo es popular en la isla.

### Béisbol
Como en algunas partes del Caribe, uno de los deportes más populares de la isla es el béisbol, el cual tiene una fuerte presencia en Willemstad. Pabao Little League ha aparecido en los últimas cinco Little League World Series, ganando en 2004. Además, el jugador de las grandes ligas Andruw Jones, el jugador de los Bravos de Atlanta Jair Jurrjens y el jardinero de los Rojos de Cincinnati Wladimir Balentien son todos originarios de Willemstad. Durante los últimos ocho años el equipo de béisbol con base en Willemstad, Curazao ha recorrido todo el camino a la Serie Mundial de Pequeñas Ligas en Williamsport, Pensilvania, Estados Unidos. El equipo cuenta con jugadores de edades de entre 11 y 12 años que tienen la oportunidad de representar a la región del Caribe.
En 2004, el equipo de Willemstad, Curazao ganó el partido por el título contra el campeón de los Estados Unidos de Thousand Oaks, California. Al año siguiente el equipo de Curazao regresó de nuevo al campeonato, pero fueron derrotados por Ewa Beach, Hawái, después de que Michael Memea bateó un cuadrangular de despegue a pie para ganar el juego por el título de Hawái.
En 2007 el equipo perdió ante Japón en el juego de campeonato internacional.

### Fútbol
Por su parte el país contó con su propia selección de fútbol hasta que esta fue absorbida por la de las Antillas Neerlandesas, sin embargo tras la disolución de estas como equipo, en octubre de 2010, Curazao se afilió en marzo de 2011 a la FIFA y es considerado por la misma como el heredero de las Antillas Neerlandesas.
El Estadio Ergilio Hato (también conocido en papiamento como Sentro Deportivo Korsou, SDK) ubicado en Willemstad es la instalación deportiva más grande del país con una capacidad para 15 mil espectadores, fue llamado así en honor de un destacado jugador de fútbol local. Por su clima en la isla se practican también otros deportes relacionados con actividades turísticas como el windsurfing, y el buceo.

### Deportes extremos
Los vientos alisios y el agua tibia de Curazao lo hacen una muy buena ubicación para practicar surf, a pesar de que en las cercanas islas de Aruba y Bonaire es mucho más conocido el deporte. Un factor que incide en esto es que las aguas profundas alrededor de Curazao se hace difícil establecer marcas para los eventos de windsurfing, lo que dificulta el éxito de la isla como un destino de windsurf. Del mismo modo, el agua limpia y caliente alrededor de la isla de Curazao lo hace una meca para el buceo.

## Infraestructura y transporte

### Puentes

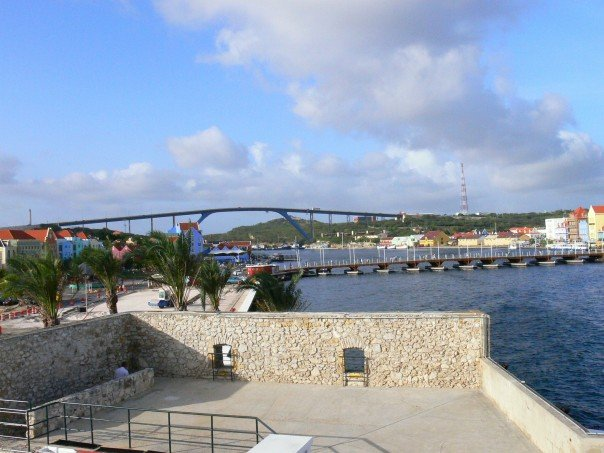
El puente de la Reina Emma (primer plano) y el Puente Reina Juliana (fondo).

- Puente Reina Emma: es un puente flotante de dos carriles sobre la Bahía de Santa Ana en Willemstad, capital de Curazao, en las antiguas Antillas Neerlandesas, que une los barrios de Punda y Otrobanda. Recibe su nombre de la Reina Emma. Tiene aberturas para permitir el tráfico de barcos de gran tonelaje.

- Puente Reina Juliana: El Puente de la Reina Juliana es un puente de cuatro carriles sobre la Bahía de Santa Ana en Willemstad, capital de Curazao, en las antiguas Antillas Neerlandesas. Recibe su nombre de la Reina Juliana I de los Países Bajos. El puente original cayó en 1967 y su sustituto, el puente actual, se inauguró el 30 de abril de 1974.

### Aeropuerto
El Aeropuerto Internacional Hato (IATA: CUR, OACI: TNCC) se ubica en la isla Curazao a pocos minutos de la capital Willemstad. Posee una cantidad considerable de vuelos principalmente a los EE. UU., Colombia, Venezuela y el Reino de Los Países Bajos.
Presta servicios a la región del Caribe, hacia muchas ciudades de América del Sur, América del Norte y Europa. El Aeropuerto Internacional Hato tiene una de las más largas pistas de aterrizaje en la región del Caribe. El aeropuerto fue la sede operacional de Air ALM y su sucesor Dutch Caribbean Airlines: Air ALM dejó de operar en 2004. El aeropuerto es ahora la base de Insel Air y moviliza una cifra anual de 1,6 millones de pasajeros.

### Puerto
El puerto de Willemstad, situado alrededor de una bahía natural en la parte suroriental de la isla, es parte fundamental de su economía. Por el mismo, transita una de las principales rutas marítimas del Canal de Panamá. En el mismo hay una refinería, astilleros para buques del tipo Panamax, en los que se incluye el mayor dique seco de la región; además de un importante centro para el transbordo de contenedores y su Zona Franca.